# Бастија (Асти)
Бастија (итал. Bastia) је насеље у Италији у округу Асти, региону Пијемонт.
Према процени из 2011. у насељу је живело 45 становника. Насеље се налази на надморској висини од 329 м.